# 上杉定興
上杉 定興（うえすぎ さだおき）は、江戸時代中期の武士。旗本・内藤信義の養子となり、内藤信政と名を改めた。
明和8年（1771年）、出羽国米沢藩8代藩主・上杉重定の四男として誕生する。
寛政元年（1789年）、19歳のときに上杉治憲より、治憲自身が作り細井平洲が校閲した「学問大意」を与えられる。また、柳河藩家老立花通栄（織衛）の所蔵文書の中に、寛政10年9月23日（1798年）作成の、上杉弾正大弼舎弟の近江が東都如来先生への遊学の際送られた書付がある。
「寛政重修諸家譜」作成以後に養子入りしたためか、同書には養子入りについての記載はない。